# Gregoria Mariska Tunjung

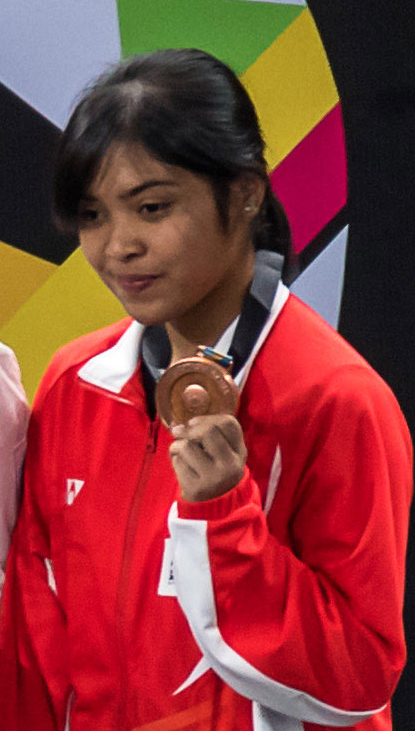
Gregoria Mariska Tunjung (2017)

Gregoria Mariska Tunjung (* 11. August 1999 in Wonogiri) ist eine indonesische Badmintonspielerin.

## Karriere
Gregoria Mariska Tunjung gewann 2015 die Indonesia International und die Singapore International. 2017 wurde sie Juniorenweltmeisterin. 2021 qualifizierte sie sich für die Olympischen Sommerspiele des gleichen Jahres. Bei den  Olympischen Sommerspielen 2024  in  Paris gewann sie  eine  Bronzemedaille  im Einzel.

## Sportliche Erfolge
| Saison | Veranstaltung                           | Disziplin | Platz | Name                     |
| ------ | --------------------------------------- | --------- | ----- | ------------------------ |
| 2013   | Indonesische Juniorenmeisterschaft 2013 | WS        | 1     | Gregoria Mariska Tunjung |
| 2015   | Indonesia International 2015            | WS        | 1     | Gregoria Mariska Tunjung |
| 2015   | Singapore International 2015            | WS        | 1     | Gregoria Mariska Tunjung |
| 2015   | Indonesia Junior International 2015     | WS        | 1     | Gregoria Mariska Tunjung |
| 2015   | USM International 2015                  | WS        | 3     | Gregoria Mariska Tunjung |
| 2016   | Juniorenasienmeisterschaft 2016         | WS        | 2     | Gregoria Mariska Tunjung |
| 2017   | Thailand Junior International 2017      | WS        | 1     | Gregoria Mariska Tunjung |
| 2017   | Walikota Surabaya Cup 2017              | WS        | 2     | Gregoria Mariska Tunjung |
| 2017   | Juniorenweltmeisterschaft 2017          | WS        | 1     | Gregoria Mariska Tunjung |
| 2018   | Juniorenweltmeisterschaft 2018          | WS        | 17    | Gregoria Mariska Tunjung |
| 2018   | Finnish Open 2018                       | WS        | 1     | Gregoria Mariska Tunjung |
| 2019   | All England 2019                        | WS        | 17    | Gregoria Mariska Tunjung |
| 2020   | All England 2020                        | WS        | 9     | Gregoria Mariska Tunjung |
| 2024   | Olympische Spiele                       | WS        | 3     | Gregoria Mariska Tunjung |